# Městské opevnění (Litoměřice)
Městské opevnění v Litoměřicích bylo vybudováno již v roce 1257 v blízkosti tehdejšího hradiště a obepínalo pouze malou část rozlohy města Litoměřice. Toto opevnění zcela zaniklo a nahradilo ho nové gotické opevnění vystavěné ve dvou etapách.

## Historie
První městské opevnění v Litoměřicích z roku 1257 bylo vybudováno podél hrany svahu Pokratického potoka, odtud mířilo ke kostelu Všech svatých, dále podél dnešní ulice Na valech k Litoměřickému hradu a zpět ke svahu Pokratického potoka. Toto opevnění zcela zaniklo. První vnitřní část dochovaných gotických hradeb byla vystavěna v letech 1360 až 1380, doplněná cimbuřím a strážními věžemi. Po opravě vnitřních hradeb v letech 1502 až 1505 započala patrně v roce 1513 druhá etapa výstavby, která hradby rozšířila o parkány a bašty. Původní patrně tři městské brány byly zbořeny a postaveny nové čtyři brány. Na východě města stála Dlouhá brána, která byla odstraněna v roce 1836, na jihu stála Mostecká brána, odstraněna v roce 1831, na západní straně města stála Michalská brána, odstraněná v roce 1839 a na severu stála brána řečená Nová, původně Cínařská, odstraněná stejně jako západní brána v roce 1839. V roce 1643 během třicetileté války se město sice ubránilo obléhání švédských vojsk Arvida Wittenberga, ale opevnění bylo přitom značně poškozeno. Po opravách u zaniklého kostela svatého Vavřince byl z hradby vysunut bastion. Na Dómském pahorku měla být také vybudována citadela, ale od její stavby bylo po ukončení třicetileté války upuštěno. Západní věž byla v roce 1705 přestavěna ve vyhlídkový pavilón nazvaný Jezuitská hvězdárna. Opevnění bylo opraveno ještě v roce 1741 a v roce 1742 byly před hradbami vykopány nové valy. Po roce 1850 došlo k rozsáhlým demolicím hradeb, které již ztratily svůj původní účel. Některé věže byly přestavěny na obytné prostory a bašta u železniční stanice Litoměřice město byla adaptována na kapli pro blízkou věznici. Podle legendy zde ministroval i sám Václav Babinský, který se roku 1796 narodil v nedalekých Pokraticích. Také bašta Baba na počátku 18. století změnila svůj účel, když začala sloužit jako mučírna a městské vězení. 

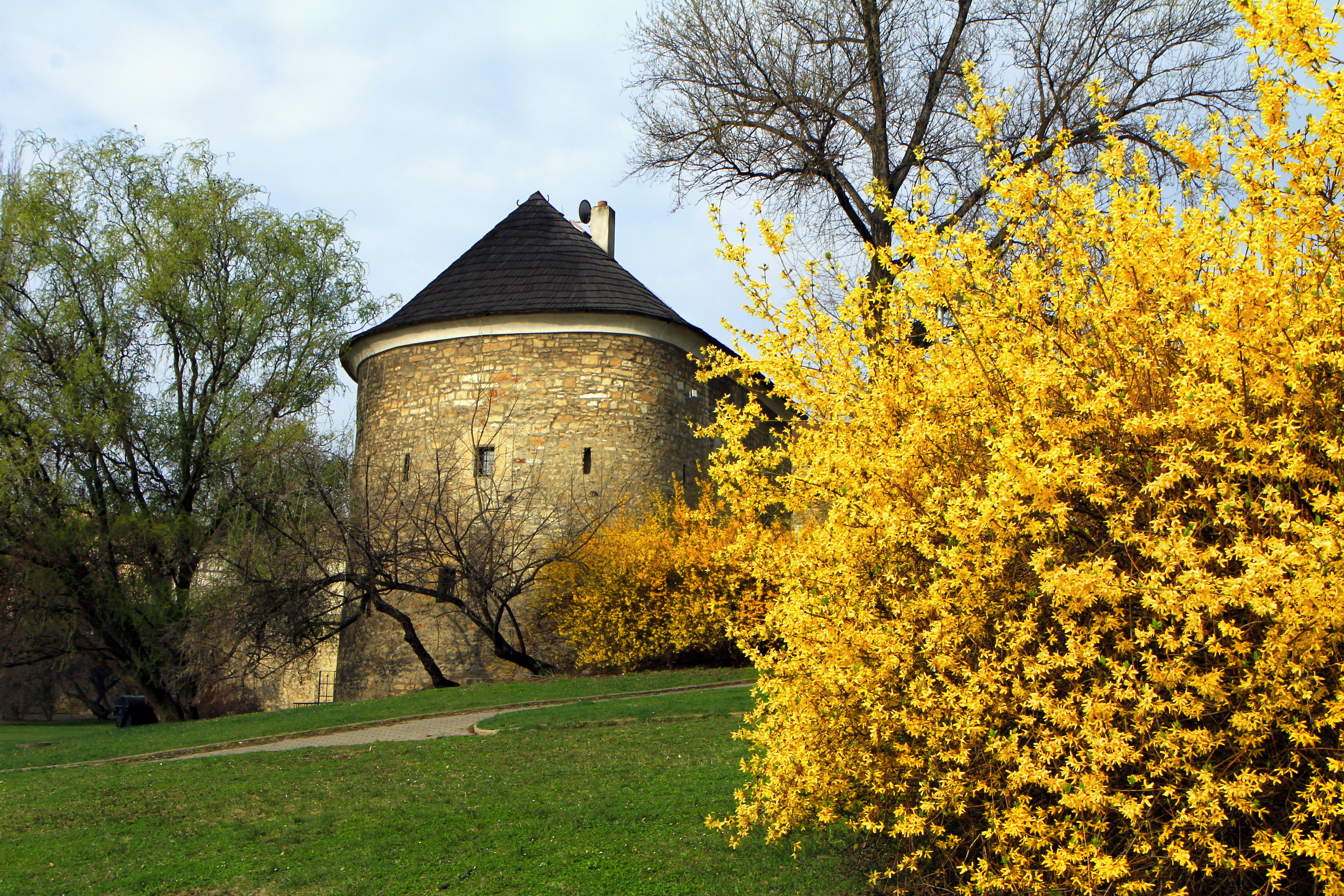
Bašta u železniční stanice Litoměřice město, dnes přestavěna na restauraci

## Dnešní podoba
Dnešní obvod hradeb se dochoval v délce přibližně 1800 metrů a tvoří hranice Městské památkové rezervace, která byla vyhlášena v roce 1978. Vnější parkánová zeď, původně 4,5 metru vysoká, postavená kolem roku 1513, se dochovala do výše přibližně tří metrů a síly 120 centimetrů. Kromě hradeb se dochovalo několik bašt, které byly též dovnitř otevřené. V roce 1951 byla bašta u železniční stanice Litoměřice město opravena a v roce 1992 přestavěna na restauraci. Bašta Baba byla v 19. století přestavěna na obytný dům. U bašty se dochoval původní oblouk zdiva s klíčovými střílnami. V současnosti bašta Baba slouží jako sídlo Správy chráněné krajinné oblasti České středohoří. Další opevnění se dochovalo za Dlouhou ulicí, kde vede mezi ulicemi Zítkova a Novobranská k Litoměřickému hradu, odtud prochází parkem Václava Havla s Jezuitskou hvězdárnou k nejvýrazněji dochované části opevnění v jihozápadní části města s Parkány José Rizala. Od roku 1958 patří dochované části městského opevnění mezi chráněné kulturní památky České republiky. 